# پایگاه هوایی روآف نود و سوم
پایگاه هوایی روآف نود و سوم (به انگلیسی: RoAF 93rd Air Base) یک فرودگاه نظامی و همگانی با کد یاتا TSR است که یک باند فرود آسفالت دارد و طول باند آن ۳۵۰۰ متر است. این فرودگاه در شهر تیمیشوارا کشور رومانی قرار دارد و در ارتفاع ۱۰۷ متری از سطح دریا واقع شده است.